# Негрень (Селаж)
Негрень, Негрені (рум. Negreni) — село у повіті Селаж в Румунії. Входить до складу комуни Ілянда.
Село розташоване на відстані 377 км на північний захід від Бухареста, 42 км на північний схід від Залеу, 62 км на північ від Клуж-Напоки.

## Населення
За даними перепису населення 2002 року у селі проживали 117 осіб. Усі жителі села рідною мовою назвали румунську.
Національний склад населення села:
| Національність | Кількість осіб | Відсоток |
| -------------- | -------------- | -------- |
| румуни         | 109            | 93,2%    |
| цигани         | 8              | 6,8%     |